# Конка, Дарио
Дари́о Леона́рдо Ко́нка (исп. Darío Leonardo Conca; 11 мая 1983, Хенераль-Пачеко) — аргентинский футболист, полузащитник.

## Карьера
На юношеском уровне играл за «Тигре» и «Ривер Плейт». Во взрослой команде «Ривера» не закрепился, отдавался в аренду в различные клубы: сначала в «Универсидад Католика», в составе которого стал чемпионом Чили, затем в «Росарио Сентраль», «Васко да Гама» и «Флуминенсе». В розыгрыше Кубка Либертадорес 2008 «Флуминенсе» впервые в своей истории вышел в финал международного турнира, Конка был одним из ключевых игроков своего клуба. Вскоре после этого «Флуминенсе» выкупил права на Конку у «Ривера». В сезоне 2010 Конка стал лучшим игроком чемпионата Бразилии, забив 9 голов и отдав 18 голевых передач. В декабре 2010 года он продлил контракт с «Флуминенсе» до 2015 года.
2 июля 2011 года Конка перешёл в китайский клуб «Гуанчжоу Эвергранд», подписав контракт на 3,5 года. Сумма трансфера составила 10 млн евро, что стало рекордом для китайского футбола. По мнению китайских СМИ, заработная плата игрока составила 38,54 млн евро за 2,5 года (около 15,4 млн в год), в этом случае, на тот момент она являлась самой большой в истории футбола. Позже она была побита Это’о при его переходе в махачкалинский «Анжи».
29 ноября 2012 года самовольно покинул расположение клуба. Футболист рассчитывал вернуться во «Флуминенсе», однако клубам не удалось договориться о трансфере. 3 января 2013 года Конка возвратился в Китай.
3 января 2017 года «Фламенго» арендовал Конку. Аренда была рассчитана до декабря 2017 года.
24 сентября 2018 года Конка подписал контракт с новообразованным клубом «Остин Боулд» из Чемпионшипа ЮСЛ, второго по уровню дивизиона США. 18 апреля 2019 года «Остин Боулд» расторг контракт с Конкой по взаимному согласию сторон.
23 апреля 2019 года Дарио Конка объявил о завершении футбольной карьеры.

## Достижения
- Чемпион Бразилии: 2010
- Чемпион Чили: Кл. 2005
- Финалист Кубка Либертадорес: 2008

## Личная жизнь
С 2007 года встречается с Паулой Араужо. 15 марта 2012 года в Гуанчжоу родился их сын Бенжамин.